# Ecsedi uradalom

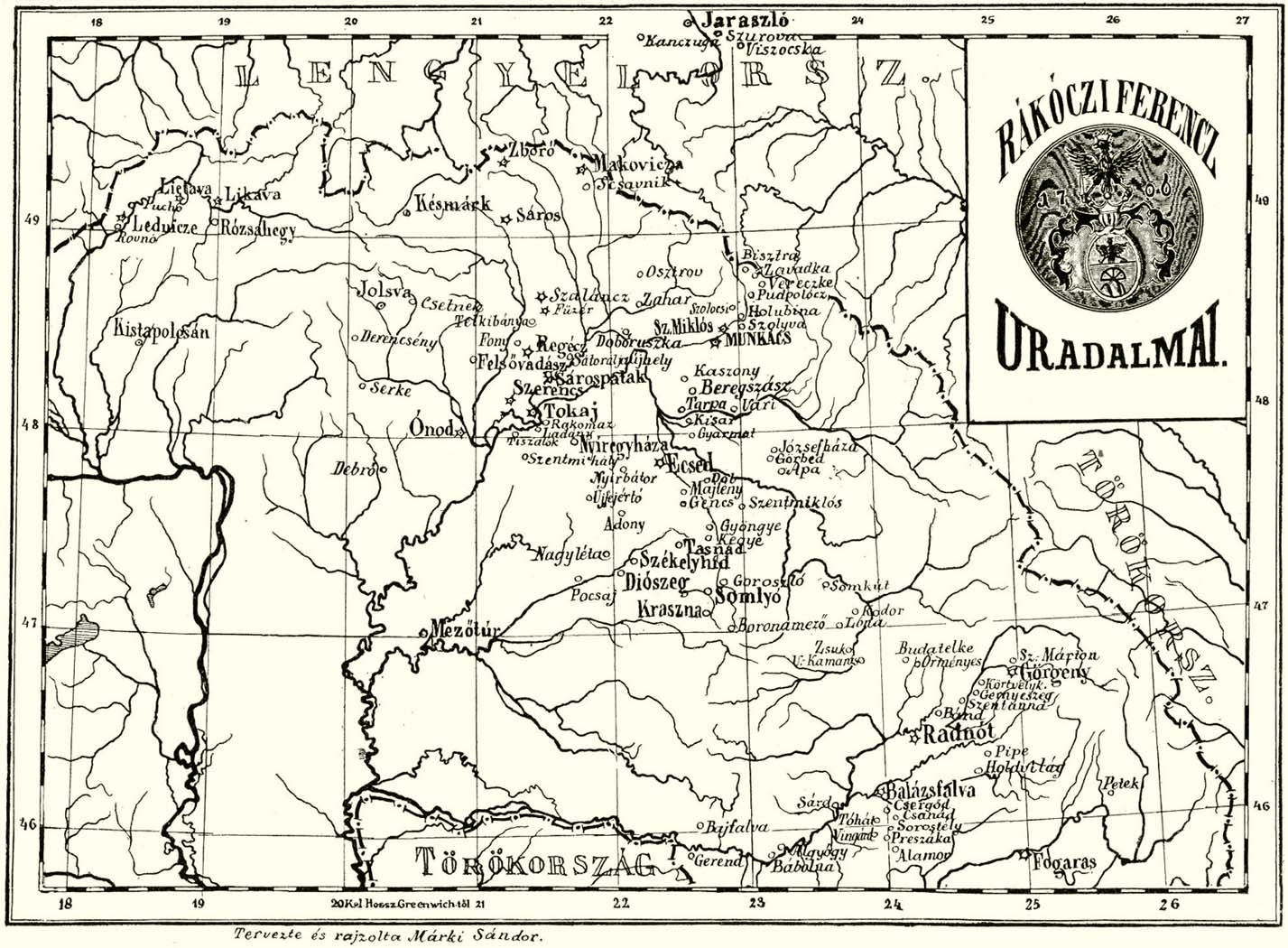
II. Rákóczi Ferenc uradalmai 1700 körül, Márki Sándor térképrajza

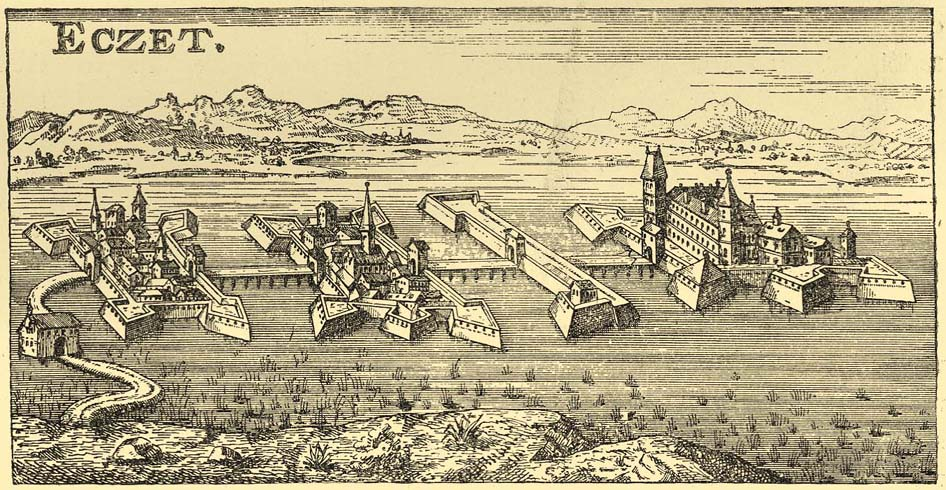
Ecsed vára a 17. században. 1711-ben a Szatmári béke határozatai alapján a várat megsemmisítésre ítélték és 1718-ban a Habsburgok leromboltatták. Köveit templomok és házak építéséhez hordták szét

Az Ecsedi uradalom központja az Ecsedi-lápon épült megerősített Ecsedi vár, és a mellette kialakult Nagyecsed mezőváros volt.

## Tulajdonosai
A Gutkeled nembeli Báthori-családnak a központi hatalom melletti hűségét a király, Károly Róbert 1330-ban és 1332-ben kiadott kiváltságlevelekkel honorálta. Az egyikkel a család birtokait kivette a megyés ispán joghatósága alól, míg a másikkal a Nyírbátoron keresztül vezető utakat használó kereskedőkre árumegállítást rótt, s csütörtöki (egy 1381-es oklevél szerint szerdai) hetivásár tartását is engedélyezte. Ennek ellenére mégsem Bátor lett az uradalom névleges központja, hanem a jobban védhető, mocsarak között fekvő Ecsed, ahol 1334 után vár épült.
Az ecsedi uradalom a somlyói ág Báthory Gáborral történt kihaltával visszaszállt a királyra, aki Bethlen Gábornak adományozta, majd Bethlen István, végül I. Rákóczi György tulajdonába került, aki átengedte menyének, Báthory Zsófiának, illetve unokájának, I. Rákóczi Ferencnek. I. Rákóczi Ferenc 1676-ban, majd Báthory Zsófia 1680-ban bekövetkezett halála után a két Rákóczi árvára, Ferencre és Juliannára maradt a nagy vagyon, amit 1681-ben már Thököly Imre íratott össze. Az örökösök nagykorúságukkal jutottak birtokon belülre.

## Története

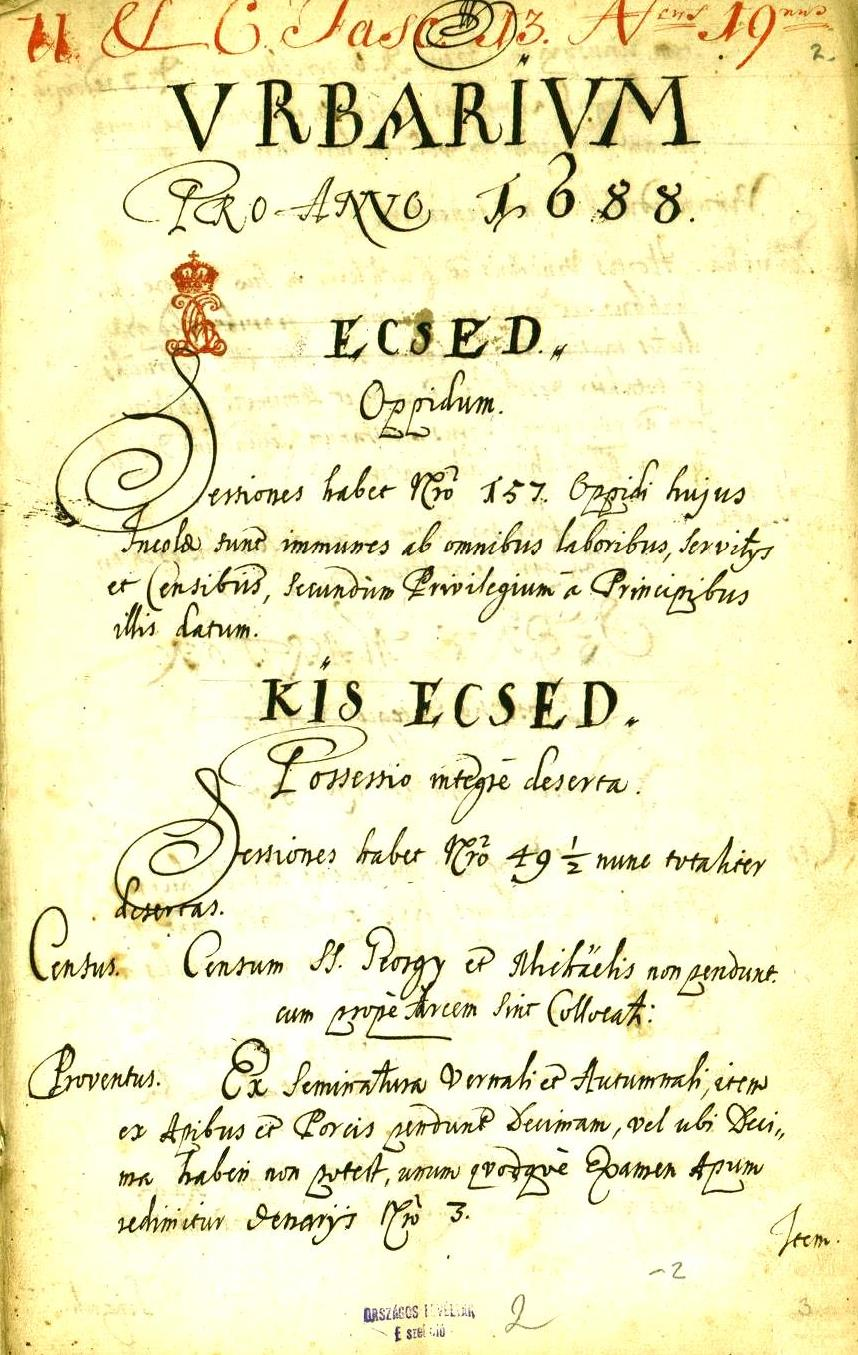
Az ecsedi uradalom urbáriuma, birtokosok: I. Rákóczi Ferenc árvái, 1688

A nagy kiterjedésű birtokhoz tartozott Ecsed vára, azonkívül Szatmár, Szabolcs, Bereg, Heves, Abaúj, és Borsod
vármegyékben három város: Majtény, Gyarmat, és részben Meggyes, valamint 46 falu:
Szatmár vármegyében
Az Ecsedi vár, Kisecsed, Fábiánháza, Zenthmartun, Mérk, Vállaj, Szoldobágy, Börvely, Kálmánd, Terem, Vasvári, Majtény, Gilvács, Tagy (nemesi udvarházzal), Szentmiklós, Dob, Nagyzsadány, Ombod, Amacz, Tarpa, Penyige, Matócs, Nábrád, Géberjén, Oroszi, Kisnamény, Kölcse, Cseke, Ricse, Udvari, Gyügye, Csáholcz, Nagyszekeres, Sikárló, Iloba, Sebespatak, Buság, Bartfalva, Apa, Monostor, Alsómisztótfalu, Szaniszló, Kenéz, Madarász, Gyarmat mezőváros, Sárköz, Lápos bánya, Görbed, Berencze, Józsefháza, Lippó, Borhíd (egészen), Encsencs, Domahida, Ököritó, Porcsalma, Kisar, Ábrámfalva (ábrámi részek), Aranyosmeggyes mezőváros fele.
Szabolcs vármegyében
Nyírbátor, Pócs, Bakta, Lorántháza, Gyulaj, Lugas, Téth, Királytelke, Vencsellő, Tímár, Böd, Kisfalúd, Nagyléta, Pród, Tedej, Levelek (egészen), Böszörmény mezőváros, Nyíregyháza, Nyírfejétó, Rakamaz, Szent-Mihály, Nyíradony (részben).
Bereg vármegyében
Csetfalva (egy rész)
Heves vármegyében
Gyöngyös mezőváros
Abaúj vármegyében
Szaniszlón négy szőlő.
Borsod vármegyében
Aszalón egy szőlő.
Az óriási uradalom minden jövedelme az Ecsedi vár fenntartására volt szánva.
Az uradalom jobbágy népe terményeivel és ipari készítményeivel e fontos erősség szolgálatában állt.
Az uradalom minden községében külön szerződés (urbárium) szabályozta az urasághoz való viszonyt.
Az 1648. évi összeírásról fennmaradt ezen urbáriumok részletes leírásai, melyekből nyomon követhetők az akkori viszonyok. (Pl. Vállaj és Majtény korabeli viszonyairól készült részletezés.)